# Tribolonotus
Tribolonotus es un género de escincomorfos de la familia Scincidae. Sus especies se distribuyen por Nueva Guinea, el archipiélago de las islas Salomón y el archipiélago Bismarck.

## Especies
Se reconocen las siguientes ocho especies:
- Tribolonotus annectens Zweifel, 1966
- Tribolonotus blanchardi Burt, 1930
- Tribolonotus brongersmai Cogger, 1973
- Tribolonotus gracilis De Rooij, 1909
- Tribolonotus novaeguineae (Schlegel, 1834)
- Tribolonotus ponceleti Kinghorn, 1937
- Tribolonotus pseudoponceleti Greer & Parker, 1968
- Tribolonotus schmidti Burt, 1930
- Tribolonotus parkeri Rittmeyer & Austin, 2017
- Tribolonotus choiseulensis Rittmeyer & Austin, 2017